# Pochabany
Pochabany jsou obec na Slovensku v okrese Bánovce nad Bebravou.
Leží v nadmořské výšce 243 metrů v Suché dolině mezi obcemi Malé a Veľké Hoste. Žije zde 258 obyvatel.
První písemná zmínka o obci je z roku 1329.